# Земовит V Равский
Земовит V Равский (пол. Siemowit (Ziemowit); (ок. 1389 — 16 февраля 1442 года) — князь плоцкий (1426—1434), белзский (1426—1434), визненский (1426—1434) и равский (1426—1442), старший сын мазовецкого князя Земовита IV и Александры Ольгердовны. Представитель Мазовецкой линии Пястов.

## Биография
Детство и юность Земовит провел при дворе польского короля Владислава Ягелло в Кракове. В 1410 году участвовал в знаменитой Грюнвальдской битве между польско-литовской армией и тевтонскими крестоносцами. В 1420 году из-за старости своего отца, князя равского и плоцкого Земовита IV, Земовит стал наместником в Плоцком княжестве.
В 1426 году после смерти князя плоцкого, равского, визненского и белзского Земовита IV, его сыновья Земовит V, Казимир II, Тройден II и Владислав I унаследовали отцовские владения (Рава, Плоцк, Сохачев, Гостынин, Плоньск, Визна и Белз).
8 сентября 1426 года мазовецкие князья Земовит, Тройден и Владислав принесли в Сандомире ленную присягу на верность польскому королю Владиславу II Ягелло.
В 1429 году мазовецкий князь Земовит плоцкий участвовал в Луцком съезде, организованном великим князем литовским Витовтом. В 1431 году Земовит участвовал на стороне короля польского Владислава Ягелло в его войне с великим князем литовским Свидригайло. В награду князь Земовит плоцкий получил от Владислава Ягелло жидачевский повет. В 1432 году Земовит плоцкий, рассорившись с Польшей, вступил в переговоры с тевтонскими рыцарями-крестоносцами в Дзялдово и великим князем литовским Свидригайло в Вильно. В том же 1432 году после свержения Свидригайло с великокняжеского престола в Литве мазовецкий князь Земовит возобновил мирные отношения с польским королём Владиславом Ягелло. В 1434 году после смерти польского короля Владислава Ягелло князь Земовит плоцкий даже некоторое время претендовал на польский королевский престол.
25 июля 1434 года князья Земовит и Казимир мазовецкие участвовали в коронации нового польского короля Владислава III Варненчика (1434—1444), старшего сына и преемника Владислава II Ягелло.
В августе 1434 года Земовит, Казимир и Владислав разделили между собой отцовское княжество. Земовит получил в наследственное владение Раву, Гостынин и Сохачев. В декабре 1435 года князь Земовит плоцкий участвовал в заключении мирного договора между Польшей и Тевтонским орденом в Бресте-Куявском. В апреле 1438 года князь Земовит плоцкий участвовал в новом съезде с тевтонскими крестоносцами в Новом Корчине.
16 февраля 1442 года мазовецкий князь Земовит V Равский скончался. Ему наследовал младший брат Владислав I Плоцкий. Маргарита Рациборская, вдова Земовита, получила во владение город Гостынин.

## Семья
Был женат на силезской княжне Маргарите Рациборской (ум. 1459), дочери князя рациборского Яна II Железного (ок. 1365—1424) и Елены Литовской (ум. 1449).
Дети:
- Маргарита (1436/1440 — 1483/1485), ставшая позднее женой князя олесницкого Конрада IX Черного.